# Zabójcy (film 1995)
Zabójcy – film z roku 1995 w reż. Richarda Donnera na podstawie scenariusza sióstr Wachowskich. W głównych rolach występują Sylvester Stallone, Antonio Banderas i Julianne Moore. Film opowiada o dwóch zabójcach toczących pojedynek.

## Treść
Płatny morderca Robert Rath chce wycofać się z branży. Podejmuje się ostatniego zadania – zlikwidowania ważnego świadka chronionego przez FBI. Wkrótce dowiaduje się, że jego tajemniczy zleceniodawca wynajął do tego samego zadania również innego zabójcę, Miguela Bainea. Miguelowi udaje się wykonać zlecenie przed Robertem, co staje się początkiem ostrej rywalizacji między zabójcami.

## Obsada
- Sylvester Stallone – Robert Rath
- Antonio Banderas – Miguel Bain
- Julianne Moore – Electra
- Anatoli Davydov – Nicolai
- Muse Watson – Ketcham
- Steve Kahan – Alan Branch
- Kelly Rowan – Jennifer
- Kai Wulff – Remy
- Stephen Liska – policjant
- John Harms – policjant
- Edward J. Rosen – opiekun cmentarza
- James Douglas Haskins
- Kerry Skalsky
- Ron Ben Jarrett
- Sue Carolyn Wise